# Ферро, Оскар
Оскар Ферро (исп. Oscar Ferro; род. 2 марта 1967, Монтевидео) — уругвайский футболист, который выступал на позиции вратаря.

## Клубная карьера
Ферро начал свою профессиональную карьеру в «Пеньяроле», с которым выиграл пять национальных чемпионатов. В 1995 году он переехал в Аргентину и подписал контракт с «Феррокарриль Оэсте», за который отыграл три сезона.
В последующие годы Ферро играл за перуанский «Спортинг Кристал», испанский «Компостела», «Атлетико Тукуман», «Дефенсор Спортинг» и парагвайский «Гуарани». В 2002 году 35-летний футболист вернулся в свой родной клуб «Пеньяроль», в котором, в том году вновь стал национальным чемпионом, и ушел в отставку в конце следующего сезона.
Впоследствии Ферро продолжил работать в «Пеньяроле» в качестве тренера вратарей.

## Международная карьера
Дебют за национальную сборную Уругвая состоялся в 1988 году. Включался в составы сборной на Кубки Америки: 1993 и 1995 (уругвайцы выиграли турнир). Всего Ферро сыграл в 9 матчах за национальную сборную.

## Достижения
«Пеньяроль»
- Чемпион Уругвая: 1985, 1986, 1993, 1994, 1995, 2003
- Обладатель Кубка Либертадорес: 1987

Сборная
- Обладатель Кубка Америки 1995 года